# Guillaume Chastagnol
 (2018).
- Si vous ne connaissez pas le sujet, laissez ce bandeau (vous pouvez alors contacter les auteurs).
- Si vous supprimez le contenu mis en cause (vous pouvez préalablement contacter les auteurs),

argumentez précisément cette suppression dans la page de discussion
(un manque de référence n'est pas un argument ; une recherche réelle de référence doit avoir été effectuée, être formellement documentée).
Guillaume Chastagnol, dit « Chasta », né le 12 décembre 1974 à Grenoble est un snowboarder français professionnel, en  snowboard freeride depuis 1992 et en snowkite depuis 2003.
Guillaume Chastagnol compte 44 podiums et 36 titres à son actif. 
Il a représenté la France aux Jeux olympiques de 1998 de Nagano dans les épreuves de halfpipe.
Il est le premier à passer un 1080 aux J.O. dans les 2 sens en snowboard. 
En parallèle de sa carrière de snowboardeur- multi Champion de France et premier de 8 championnats du monde-  en Freestyle Half-Pipe race , il est le pionnier principal du Snowkite , puisque c'est lui qui amène le cerf-volant de traction, appelé Kite et pratiqué seulement sur l'eau, dans les hautes montagnes afin de pouvoir développer une pratique de ce sport en ascension, mais aussi en vols, en 3 dimensions. Pendant 2 ans, avec l'aide de ses sponsors et de spécialistes, ils développent les matériaux, créent des sécurités (alors inexistantes) et donnent naissance au Kitesnow, qu'ils baptisent ensuite Snowkite à l'international. Précurseur mondial de ce sport, après l'année 2000 il obtient huit titres de champion du monde en snowkite freestyle,sport dont il devient l'athlète le plus titré mais aussi un ambassadeur 
En janvier 2018, il rejoint la marque allemande Flysurfer Kiteboarding et se place au deuxième rang  mondial lors de l'IKA Snowkite Worldcup en février 2018, en catégorie Formula GPS.

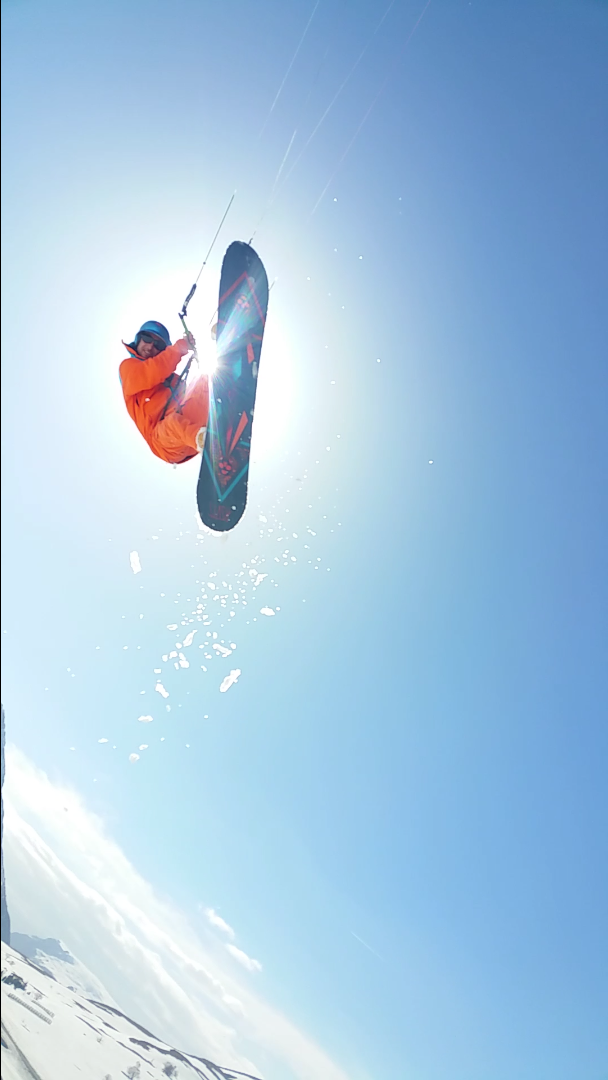
l'enfant du soleil

Lors de l'IFKO World Snowkite Masters 2019 Championnats de France et Championnats du Monde à l'Alpe d'Huez, Guillaume a remporté les championnats de France - Médaille d'Or en Race, une 2ième Place Nationale sur les 2 étapes Française, Puis le Titre de 1er Mondial des Championnats en Snowboard Masculin, toutes catégories confondues. Aux Snowkitemasters 2020-2021,il est de nouveau simultanément 1er Mondial puis National des championnats en snowboard masculin toutes catégories confondues.
Enfin, aux Snowkitemasters 2022-2023, il remporte haut la main l'étape de course Race, un nouveau titre aux championnats de France de Snowkite en snowboard masculin toutes catégories confondues.

## Biographie
Fils de Alain Chastagnol, et d'une maman, enseignante de patinage artistique, il grandit dans les montagnes entre les Deux Alpes et  Serre Chevalier, les patins et les skis aux pieds dès l'âge de deux ans.
.
En 1992, Nitro Snowboards et DaKine s'engagent alors aux côtés de l'athlète et deviennent ses partenaires et sponsors officiels, jusqu'à 2018.
Il devient dès lors snowboarder professionnel et voyage dans le monde, d'une part entre ses deux pays, la Polynésie française, son pays d'adoption, et la France, son pays natal, mais aussi pour ses différents partenaires afin de participer à un maximum de compétitions, d'avoir de nouvelles images pour différentes émissions, mais aussi pour découvrir de nouveaux terrains.  
Sa carrière se complète après 2000: il devient également professionnel du Snowkite toujours spécialisé en Snowboard freestyle ainsi qu'en freestyle race - en course.
Dès lors, d'autres partenaires croyant en sa carrière se joignent également à ses équipes: Ozone Kite à partir de 2001 jusqu'à 2011, puis Red Bull (entreprise) de 2005 à 2011. En 2008, Guillaume présente un projet sportif à Red Bull (entreprise):  un challenge sportif mais aussi une expérience nouvelle dans cette discipline: voler au-dessus de l' Etna en Sicile, projet qui voit le jour en 2009.
En 2011, il cofonde Rapace Kiteboarding, qu'il développe jusqu'en 2017, à travers des images atypiques[réf. nécessaire] toujours à travers le monde - un voyage en islande  dans lequel l'athlète vole au-dessus d'un autre volcan Eyjafjallajökull, ou encore des images en Polynésie française, en Tchécoslovaquie lors des Chastaday's Events, en Turquie lors de championnats, en Russie, en Italie
En 2018, après une courte pose dans sa carrière, il rejoint la marque allemande Flysurfer Kiteboarding et se place deuxième mondial en Italie à la compétition de l'IKA Snowkite Worldcup en février 2018, en catégorie Formula GPS.
En 2019 et en 2020,il remporte une 8ème coupe du monde aux Snowkite Masters à l'Alpe d'Huez en catégorie Race, une course de vitesse, toutes catégories confondues, ainsi qu'une coupe de France.

## Palmarès
Il compte 46 podiums et dont 34 titres nationaux ou mondiaux[réf. nécessaire].
De 1994 à 2000 il est six fois champion de France de Snowboard freestyle, en half-pipe[réf. nécessaire].
Aux Jeux olympiques de 1998 de Nagano, il termine deuxième des qualifications du halfpipe avant de terminer cinquième en finale, à la suite d'une faute d'appui.

### Jeux olympiques
- Jeux olympiques de 1998 de Nagano : 5e

### Autres compétitions
| Disciplines         | Compétitions                    | Or | Argent | Bronze |
| ------------------- | ------------------------------- | -- | ------ | ------ |
| Snowboard freestyle | Coupes du monde (dont épreuves) | 5  | 2      | 0      |
| Snowkite Freestyle  | Coupes du monde (dont épreuves) | 11 | 4      | 2      |
|                     | Winter X Games                  | 0  | 1      | 0      |
| Snowboard freestyle | Coupes de France                | 6  | 1      | 1      |
| SnowkiteFreestyle   | Coupes du Monde& de France      | 12 | 6      | 4      |